# Stiwoll
Stiwoll osztrák község Stájerország Graz-környéki járásában. 2017 januárjában 718 lakosa volt.

## Elhelyezkedése

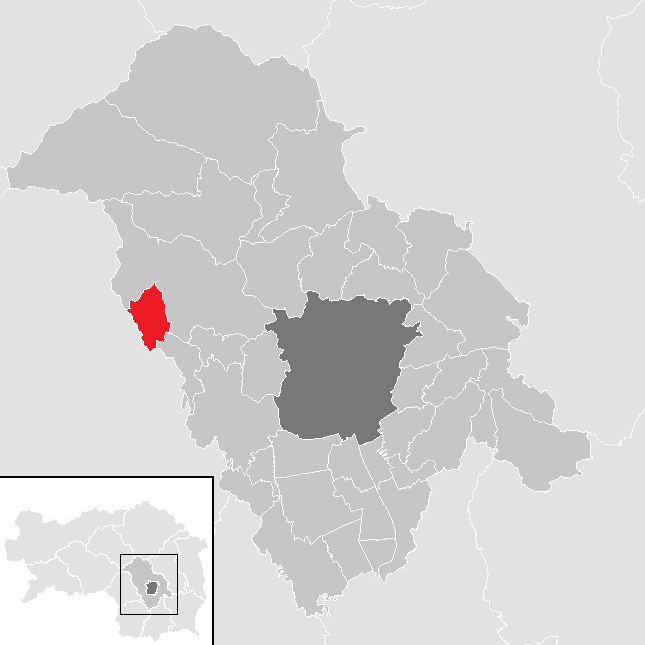
Stiwoll a Graz-környéki járásban

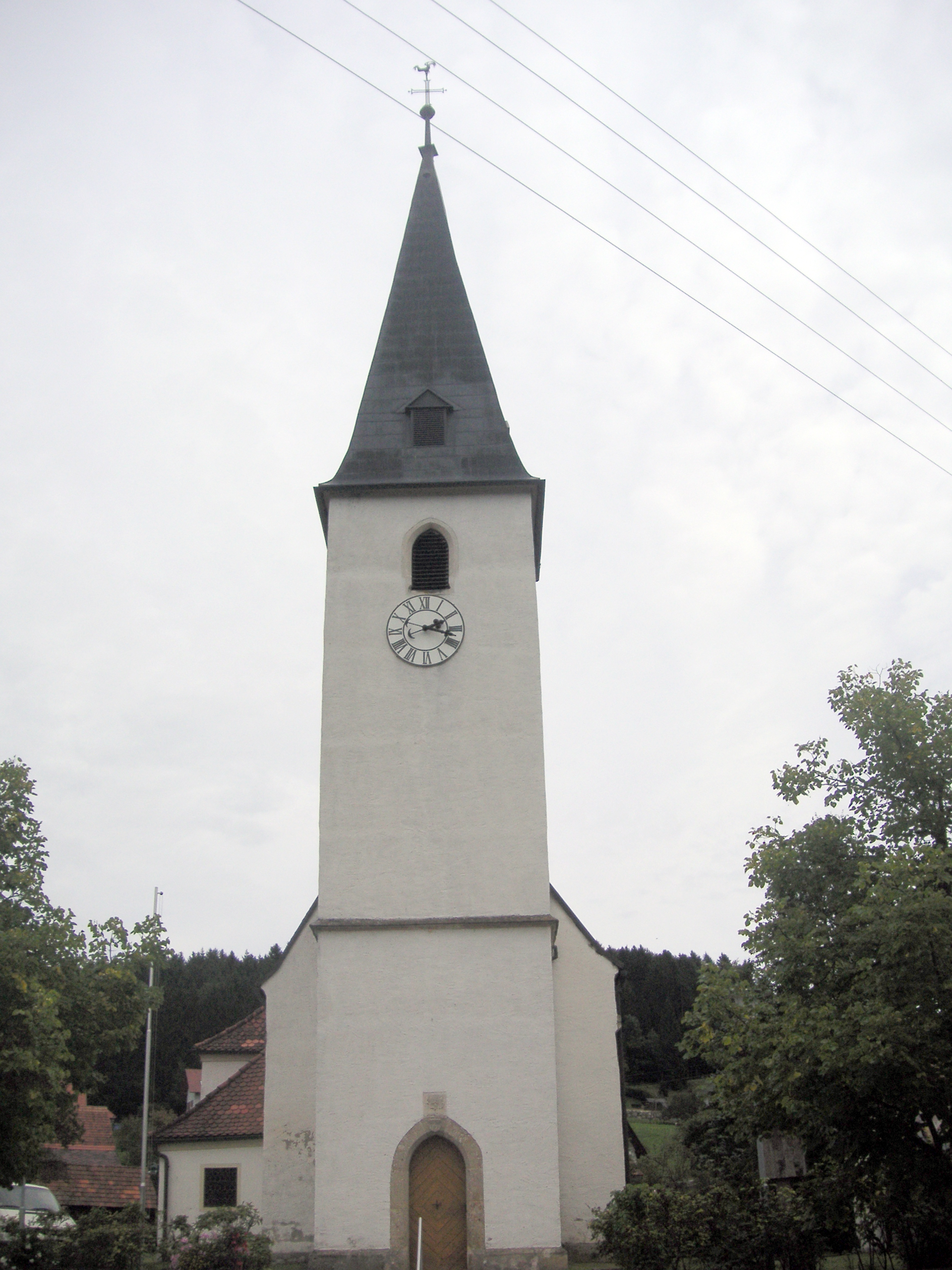
Stiwoll temploma

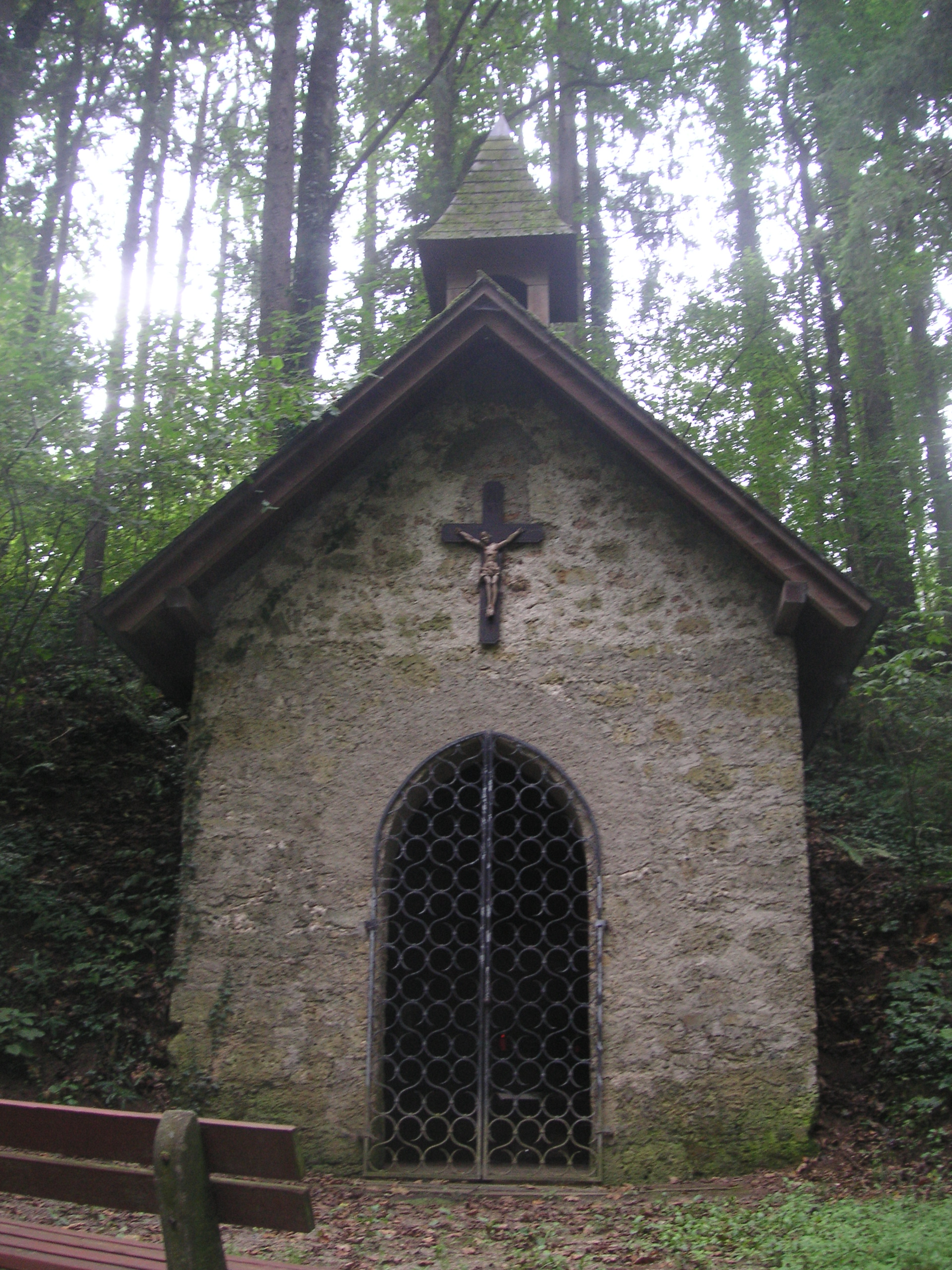
A Lourdes-grottó

Stiwoll Nyugat-Stájerországban fekszik, kb. 15 km-re nyugatra Graztól, a Lieboch folyó mentén. Az önkormányzathoz egyetlen település tartozik.
A környező önkormányzatok: északkeletre Gratwein-Straßengel, délkeletre Sankt Bartholomä, délre Stallhofen, nyugatra Geistthal-Södingberg.

## Története
Az ember legrégebbi nyoma a község területén egy i.e. 3000-ből származó újkőkori baltafej. I.e. 1000 körül illírek telepedtek meg a térségben, majd i.e 500 körül vasat használő kelták érkeztek, akik elkeveredtek az illírekkel. A római korban is lakott volt a vidék, erről tanúskodik a Södingtal római hídja (1980-ban egy árvíz elsodorta), illetve egy Stallhofenben feltárt villa. A népvándorlás során ideiglenesen longobárdok és gótok, végül szlávok költöztek Stájerországba. A 8. században a térség a Frank Birodalomhoz került, megkezdődött a szlávok megkeresztelése és a bajorok beköltözése. A Gratkorni-medencét, ahová Stiwoll tartozik Német Lajos király 860-ban adományozta a salzburgi érseknek. Ekkor alapították a gratkorni templomot és egyházközséget, de a magyar honfoglalás után a lakosság elmenekült így a magyar kalandozások 955-ös beszüntetése után újjá kellett alapítani. 
Stiwoll bányászkápolnáját 1200 körül alapították, a falu első írásos említése pedig 1220-ból származik. A középkorban a pestis néha egész falvakat pusztított ki a régióban, 1496-ban például egyetlen túlélő nyolc tanya földjeit művelte meg. A reformáció idején a helyi lakosság nagy része protestánssá vált, majd az ellenreformáció idején visszakényszerítették őket a katolikus egyházba. A középkor során a gazdaság egyik fontos ágazata volt az ezüstbányászat, amellyel a 18. században hagytak fel a telérek kimerülése miatt. A régi ezüstbányát 1900-ban kezdték ismét feltárni. 
1786-ban Stiwoll és Skt. Pankrazen (ma Gratwein-Straßengelhez tartozik) közös önálló egyházközséget kapott, valamint egyházi iskola is nyílt. Az iskolát 1869-ben adták át a világi hatóságoknak. 1876-ban megindult a postai szolgáltatás. A 19. század végi mezőgazdasági válság arra kényszerítette a helyi gazdákat, hogy átálljanak a marhatenyésztésre. Az elektromosságot 1925-ben vezették be a faluba, bár általánosan hozzáférhetővé csak 1951-ben vált (szintén 1951-ben vezették be az első telefonvonalat a polgármesteri hivatalba). Amikor 1938-ban népszavazást tartottak a Német Birodalomhoz való csatlakozásról, valamennyi lakos az egyesülésre szavazott. A második világháború végén előbb a Vörös hadsereg szállta meg a községet, majd 1945 nyarától a brit megszállási zónába osztották be. 
A község 2017. október 29-én bekerült az országos hírekbe, amikor Friedrich Felzmann helyi lakos egy ingatlanvita során kiskaliberű puskájával megölte két szomszédját, majd elmenekült. Bár nagy szabású akciót indítottak elfogására, 2018 májusáig nem sikerült elfogni.

## Lakosság
A stiwolli önkormányzat területén 2017 januárjában 718 fő élt. A lakosságszám 1991 óta gyarapodó tendenciát mutat. 2015-ben a helybeliek 98,5%-a volt osztrák állampolgár; a külföldiek közül 0,3% a régi (2004 előtti), 1,1% az új EU-tagállamokból érkezett. 2001-ben a lakosok 93,1%-a római katolikusnak, 1,1% evangélikusnak, 5,4% pedig felekezet nélkülinek vallotta magát. Ugyanekkor 3 magyar élt a községben. 

## Látnivalók
- a Szt. Fülöp és Jakab-plébániatemplom
- a műemlék plébánia
- a Lourdes-grottó forrása, amelynek vizét szembetegségek ellen tartanak hatásosnak

## Fordítás
- Ez a szócikk részben vagy egészben  a   Stiwoll című német Wikipédia-szócikk ezen változatának fordításán alapul.  Az eredeti cikk szerkesztőit annak laptörténete sorolja fel. Ez a jelzés csupán a megfogalmazás eredetét és a szerzői jogokat jelzi, nem szolgál a cikkben szereplő információk forrásmegjelöléseként.